# 오비키노하나

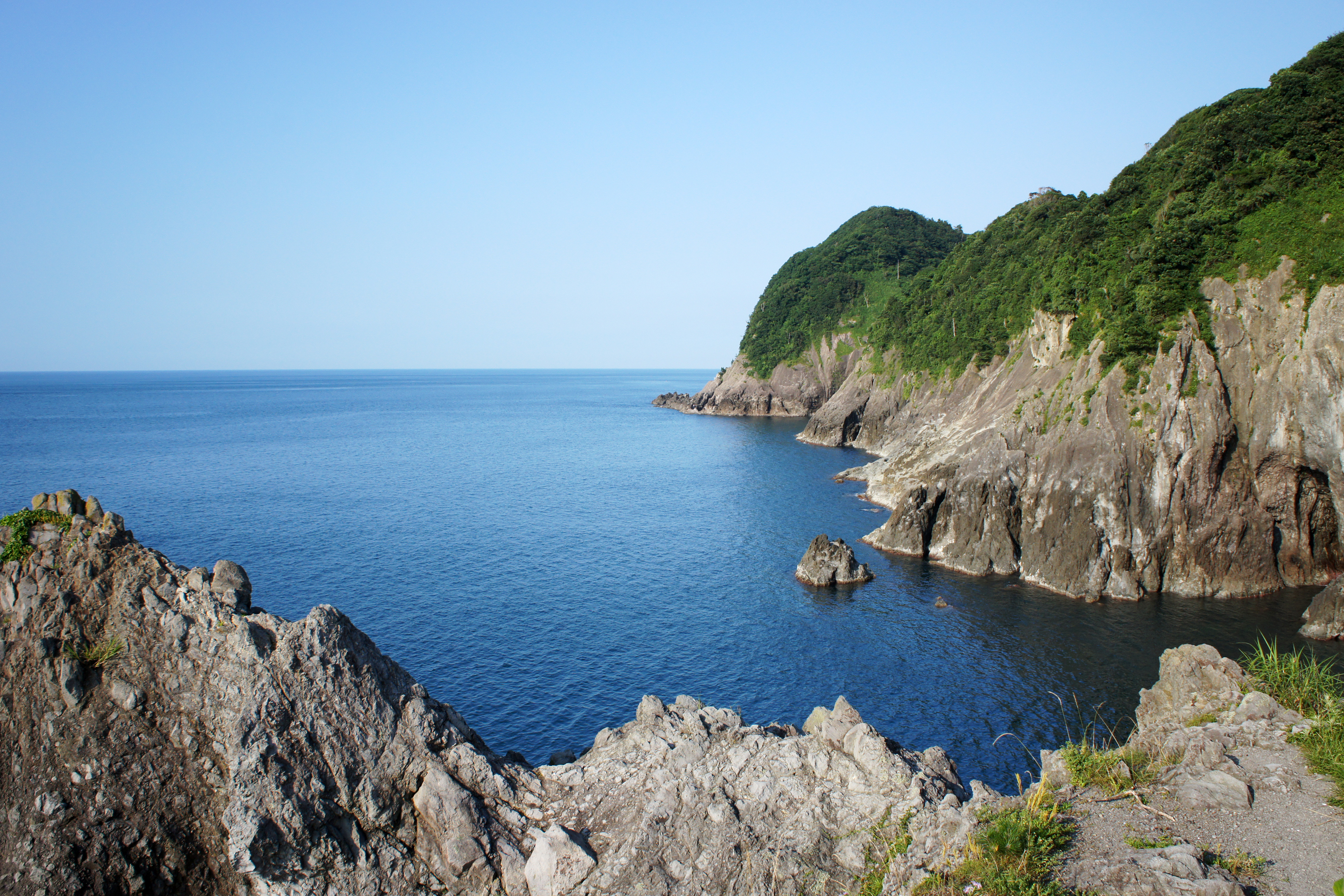
오비키노하나

오비키노하나(일본어: 大引の鼻)는 일본 효고현 가미정에 있는 곶이다.